# Daniela Denby-Ashe
Daniela Denby-Ashe (* 9. August 1978 in London) ist eine britische Schauspielerin.

## Leben
Denby-Ashe ist polnischer Abstammung. Ihr Vater kam im Alter von 12 Jahren aus Polen nach Großbritannien, ihre Mutter wuchs in Frankreich als Tochter polnischer Immigranten auf. Sie hat einen jüngeren Bruder. Denby-Ashe begann im Alter von 10 Jahren mit der Schauspielerei.
Ihr Durchbruch kam mit der Rolle der Sarah Hills in der Fernsehserie EastEnders, die sie von 1995 bis 1999 in über 300 Episoden verkörperte. Von 2000 bis 2011 stellte Denby-Ashe in der Sitcom My Family die Rolle der Janey Harper dar. 2004 übernahm sie in North & South, der Verfilmung des gleichnamigen Romans von Elizabeth Gaskell, die Hauptrolle der Pfarrerstochter Margaret Hale. Von 2009 bis 2013 übernahm sie in der Dramaserie Waterloo Road die Rolle der Lorraine Donnegan.

## Filmographie (Auswahl)
- 1992: Desmond′s (Fernsehserie, 1 Episode)
- 1993–1995: The Bill (Fernsehserie, 3 Episoden)
- 1995: Absolutely Fabulous (Fernsehserie, 1 Episode)
- 1995: Molly
- 1995–1999: EastEnders (Fernsehserie, 309 Episoden)
- 1997: Absolutely Fabulous: Absolutely Not!
- 2000: Fish (Fernsehserie, 6 Episoden)
- 2000–2011: My Family (Fernsehserie, 94 Episoden)
- 2001: Office Gossip (Fernsehserie, 6 Episoden)
- 2001: Is Harry on the Boat? (Fernsehfilm)
- 2002: Magic Hour (Fernsehfilm)
- 2002: Rescue Me (Fernsehserie, 1 Episode)
- 2003: The Afternoon Play (Fernsehserie, 1 Episode)
- 2004: North & South
- 2006: The Family Man (Fernsehfilm)
- 2006: Torchwood (Fernsehserie, 1 Episode)
- 2007: Maxwell (Fernsehfilm)
- 2008: Crooked House (Miniserie, 2 Episoden)
- 2009–2013: Waterloo Road (Fernsehserie, 32 Episoden)
- 2010: Inspector Barnaby (Midsomer Murders, Fernsehserie, 1 Episode)
- 2011: Rekindle
- 2016: Silent Witness (Fernsehserie, 2 Episoden)
- 2019: Mum (Fernsehserie, 2 Episoden)
- 2019–2020: 101 Dalmatian Street (Fernsehserie, 3 Episoden, Sprechrolle)